# Srisailamgudem Devasthanam
Srisailamgudem Devasthanam é uma vila no distrito de Kurnool, no estado indiano de Andhra Pradesh.

## Demografia
Segundo o censo de 2001, Srisailamgudem Devasthanam tinha uma população de 6854 habitantes. Os indivíduos do sexo masculino constituem 52% da população e os do sexo feminino 48%. Srisailamgudem Devasthanam tem uma taxa de literacia de 54%, inferior à média nacional de 59,5%: a literacia no sexo masculino é de 65% e no sexo feminino é de 42%. Em Srisailamgudem Devasthanam, 14% da população está abaixo dos 6 anos de idade.